# Marcel Kadima Kamuleta
Pour les articles homonymes, voir Kadima (homonymie).
Marcel Kadima Kamuleta, né en 1936 à Kanyinda dans le Kasaï oriental et mort le 29 juin 1988, est un linguiste congolais. 
Docteur en linguistique africaine à l'université de Leyde, il était un des bantouïstes les plus importants des années 1980. 
Il a donné son nom à un prix littéraire bisannuel de traduction, le Prix Kadima.